# Vals du Dauphiné
Le nom Vals du Dauphiné désigne un des 13 territoires du département de l'Isère qui comporte 36 communes.
La maison du Conseil général se situe à La Tour-du-Pin sur ce territoire; les communes qui en dépendent sont :
- Aoste
- Belmont
- Biol
- Blandin
- Cessieu
- Chassignieu
- Chélieu
- Chimilin
- Doissin
- Dolomieu
- Faverges-de-la-Tour
- Granieu
- La Bâtie-Montgascon
- La Chapelle-de-la-Tour
- La Tour-du-Pin
- Le Passage (Isère)
- Les Abrets en Dauphiné
- Montagnieu (Isère)
- Montrevel (Isère)
- Pont-de-Beauvoisin (Isère)
- Pressins
- Rochetoirin
- Romagnieu
- Saint-Albin-de-Vaulserre
- Saint-André-le-Gaz
- Saint-Clair-de-la-Tour
- Saint-Didier-de-la-Tour
- Sainte-Blandine (Isère)
- Saint-Jean-d'Avelanne
- Saint-Jean-de-Soudain
- Saint-Martin-de-Vaulserre
- Saint-Ondras
- Saint-Victor-de-Cessieu
- Torchefelon
- Valencogne
- Val-de-Virieu